# Arhopala amha
Arhopala amha är en fjärilsart som beskrevs av Hans Fruhstorfer 1934. Arhopala amha ingår i släktet Arhopala och familjen juvelvingar. Inga underarter finns listade i Catalogue of Life.